# أنتوني سكرايب

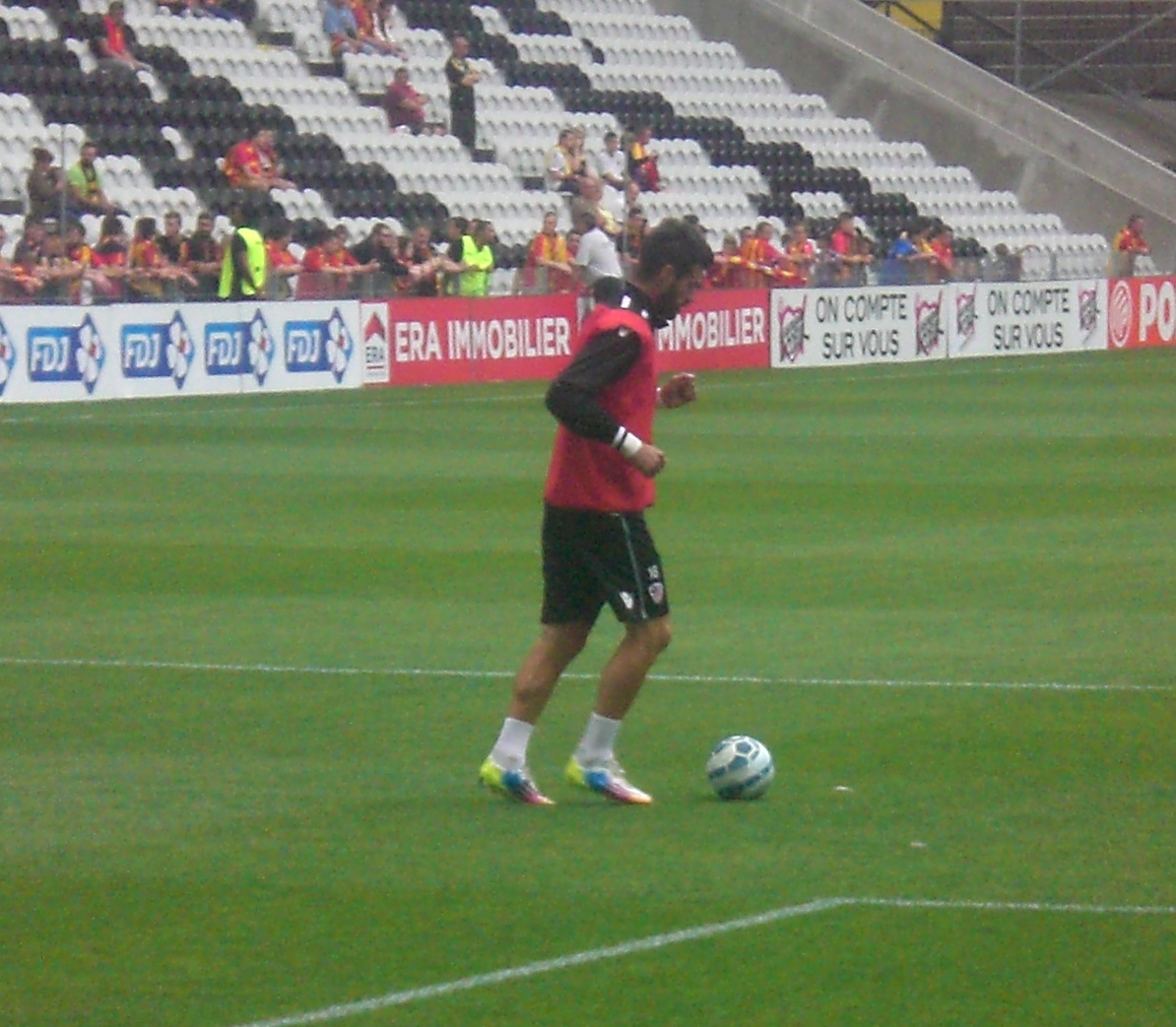

أنتوني سكرايب (بالفرنسية: Anthony Scribe) (مواليد 1 يناير 1988 في سانت جيرمين إنلاي - فرنسا) لاعب كرة قدم فرنسي يلعب حاليا لصالح نادي الدرجة الأولى مونبيلييه الفرنسي منذ 2005 في مركز حارس مرمى .

## وصلات خارجية
- أنتوني سكرايب على موقع الاتحاد الأوربي (الإنجليزية)
- أنتوني سكرايب على موقع قاعدة بيانات كرة القدم.إي يو (الإنجليزية)
- أنتوني سكرايب على موقع Soccerway.com (الإنجليزية)
- أنتوني سكرايب على موقع AS.com (الإسبانية)